# رافاييلا (مدينة)
رافاييلا (بالإسبانية: Rafaela)‏ هي مدينة تقع في الأرجنتين في Castellanos Department. يقدر عدد سكانها بـ 103,699 نسمة ومساحتها 156 كم2 وترتفع عن سطح البحر 90 متر.

## المناخ
يظهر الجدول التالي التغييرات المناخية على مدار السنة لرافاييلا:
| البيانات المناخية لـرافاييلا | البيانات المناخية لـرافاييلا | البيانات المناخية لـرافاييلا | البيانات المناخية لـرافاييلا | البيانات المناخية لـرافاييلا | البيانات المناخية لـرافاييلا | البيانات المناخية لـرافاييلا | البيانات المناخية لـرافاييلا | البيانات المناخية لـرافاييلا | البيانات المناخية لـرافاييلا | البيانات المناخية لـرافاييلا | البيانات المناخية لـرافاييلا | البيانات المناخية لـرافاييلا | البيانات المناخية لـرافاييلا |
| الشهر | يناير                        | فبراير                       | مارس                         | أبريل                        | مايو                         | يونيو                        | يوليو                        | أغسطس                        | سبتمبر                       | أكتوبر                       | نوفمبر                       | ديسمبر                       | المعدل السنوي                |
| --- | ---------------------------- | ---------------------------- | ---------------------------- | ---------------------------- | ---------------------------- | ---------------------------- | ---------------------------- | ---------------------------- | ---------------------------- | ---------------------------- | ---------------------------- | ---------------------------- | ---------------------------- |
| الدرجة القصوى °م (°ف) | 42.0 (107.6)                 | 40.5 (104.9)                 | 39.5 (103.1)                 | 36.9 (98.4)                  | 34.6 (94.3)                  | 30.8 (87.4)                  | 32.4 (90.3)                  | 37.2 (99.0)                  | 39.0 (102.2)                 | 41.7 (107.1)                 | 39.1 (102.4)                 | 42.0 (107.6)                 | 42.0 (107.6)                 |
| متوسط درجة الحرارة الكبرى °م (°ف)                                                                                               | 32.1 (89.8)                  | 30.9 (87.6)                  | 28.1 (82.6)                  | 24.7 (76.5)                  | 21.7 (71.1)                  | 17.9 (64.2)                  | 18.1 (64.6)                  | 20.0 (68.0)                  | 22.2 (72.0)                  | 25.3 (77.5)                  | 28.2 (82.8)                  | 30.7 (87.3)                  | 25.0 (77.0)                  |
| المتوسط اليومي °م (°ف) | 24.7 (76.5)                  | 23.7 (74.7)                  | 21.4 (70.5)                  | 17.9 (64.2)                  | 15.2 (59.4)                  | 11.4 (52.5)                  | 11.4 (52.5)                  | 12.7 (54.9)                  | 14.8 (58.6)                  | 18.2 (64.8)                  | 21.0 (69.8)                  | 23.6 (74.5)                  | 18.0 (64.4)                  |
| متوسط درجة الحرارة الصغرى °م (°ف)                                                                                               | 18.0 (64.4)                  | 17.4 (63.3)                  | 16.0 (60.8)                  | 12.7 (54.9)                  | 9.7 (49.5)                   | 6.4 (43.5)                   | 6.1 (43.0)                   | 6.8 (44.2)                   | 8.5 (47.3)                   | 11.8 (53.2)                  | 14.6 (58.3)                  | 16.8 (62.2)                  | 12.1 (53.8)                  |
| أدنى درجة حرارة °م (°ف) | 7.0 (44.6)                   | 5.5 (41.9)                   | 3.0 (37.4)                   | −1.1 (30.0)                  | −5.9 (21.4)                  | −6.4 (20.5)                  | −8.3 (17.1)                  | −5.4 (22.3)                  | −4.0 (24.8)                  | −0.7 (30.7)                  | 0.0 (32.0)                   | 5.4 (41.7)                   | −8.3 (17.1)                  |
| الهطول مم (إنش) | 121.1 (4.77)                 | 130.1 (5.12)                 | 150.5 (5.93)                 | 82.0 (3.23)                  | 42.0 (1.65)                  | 24.0 (0.94)                  | 23.6 (0.93)                  | 24.6 (0.97)                  | 57.1 (2.25)                  | 82.8 (3.26)                  | 102.8 (4.05)                 | 118.8 (4.68)                 | 959.4 (37.77)                |
| متوسط أيام هطول الأمطار (≥ 0.1 mm)                                                                                              | 8                            | 7                            | 9                            | 7                            | 5                            | 4                            | 5                            | 5                            | 6                            | 8                            | 8                            | 8                            | 80                           |
| متوسط الرطوبة النسبية (%) | 70                           | 74                           | 79                           | 80                           | 81                           | 81                           | 80                           | 77                           | 74                           | 74                           | 73                           | 71                           | 76                           |
| ساعات سطوع الشمس الشهرية | 288.3                        | 240.1                        | 229.4                        | 210.0                        | 186.0                        | 159.0                        | 173.6                        | 204.6                        | 216.0                        | 244.9                        | 276.0                        | 291.4                        | 2٬719٫3                      |
| نسبة وصول أشعة الشمس | 66.8                         | 64.8                         | 60.5                         | 62.3                         | 57.0                         | 51.9                         | 54.1                         | 60.1                         | 61.0                         | 61.8                         | 67.2                         | 66.4                         | 61.2                         |
| المصدر #1: NOAA, Oficina de Riesgo Agropecuario (record highs and lows)                                                         |                              |                              |                              |                              |                              |                              |                              |                              |                              |                              |                              |                              |                              |
| المصدر #2: Servicio Meteorológico Nacional (precipitation days), Instituto Nacional de Tecnología Agropecuaria (sun, 1961–1990) |                              |                              |                              |                              |                              |                              |                              |                              |                              |                              |                              |                              |                              |

## توأمة
لرافاييلا (مدينة) اتفاقيات توأمة مع كل من:
- فوسانو
- كاركابوي
- Sigmaringendorf [الإنجليزية]‏

## أعلام
- خافيير فرانا
- فلورنسيا مولينيرو
- آكسيل فيرنير
- سيباستيان بورتو
- ماريا إميليا ساليرني